# 韋斯頓 (密蘇里州)
韋斯頓（英語：Weston）是位於美國密蘇里州普拉特縣的城市。

## 人口
根據2020年美國人口普查的數據，韋斯頓的面積為9.93平方千米，當中陸地面積為9.83平方千米，而水域面積為0.10平方千米。當地共有人口1756人，而人口密度為每平方千米177人。